# Cellador
Cellador é uma banda de extreme power metal dos Estados Unidos.
Formada em 2003 pelo guitarrista Chris Petersen, em Omaha, Nebraska; quando as idades de seus membros variavam de 17 a 23 anos. A banda teve várias mudanças de formação desde a sua criação, mas agora é complementada pelo baixista Chris Davila, o baterista Nick McCallister, o tecladista Diego Valadez e o guitarrista Eric Meyers. Em 2005 a banda assinou com a Metal Blade Records depois de tocar um show com  The Black Dahlia Murder.
Cellador foi fundado com o objetivo de introduzir a agressividade européia influenciados pelo extreme power metal e power metal para o Centro Oeste dos E.U.A., onde o estilo é relativamente inexistente.
Cellador passou o outono e inverno de 2004 escrevendo e ensaiando, e em Março de 2005, começou a tocar ao vivo. Em Maio de 2005, Cellador havia liberado o demo Leaving All Behind. Impressionado por sua habilidade e musicalidade, Brian Slagel ofereceu à um contrato com Metal Blade Records, tornando-os a primeira banda de power metal dos Estados Unidos nos anos seguintes.

## Integrantes

### Formação atual
- Michael Gremio – vocal (2005-atualmente)
- Chris Petersen – guitarra (2002-atualmente)
- Dave Dahir – bateria (2004-atualmente)

### Ex-integrantes
- Sam Chatham – guitarra (2004-2005)
- Valentin Rakhmanov – baixo (2004-2007)
- Bill Hudson – guitarra (2005-2008)
- Mika Horiuchi – baixo (2007-2009)

## Discografia
- The Burning Blue  (2004)
- Leaving All Behind (2005)
- Enter Deception (2006)
- Honor Forth (2013)
- Off The Grid (2017)